# Armón

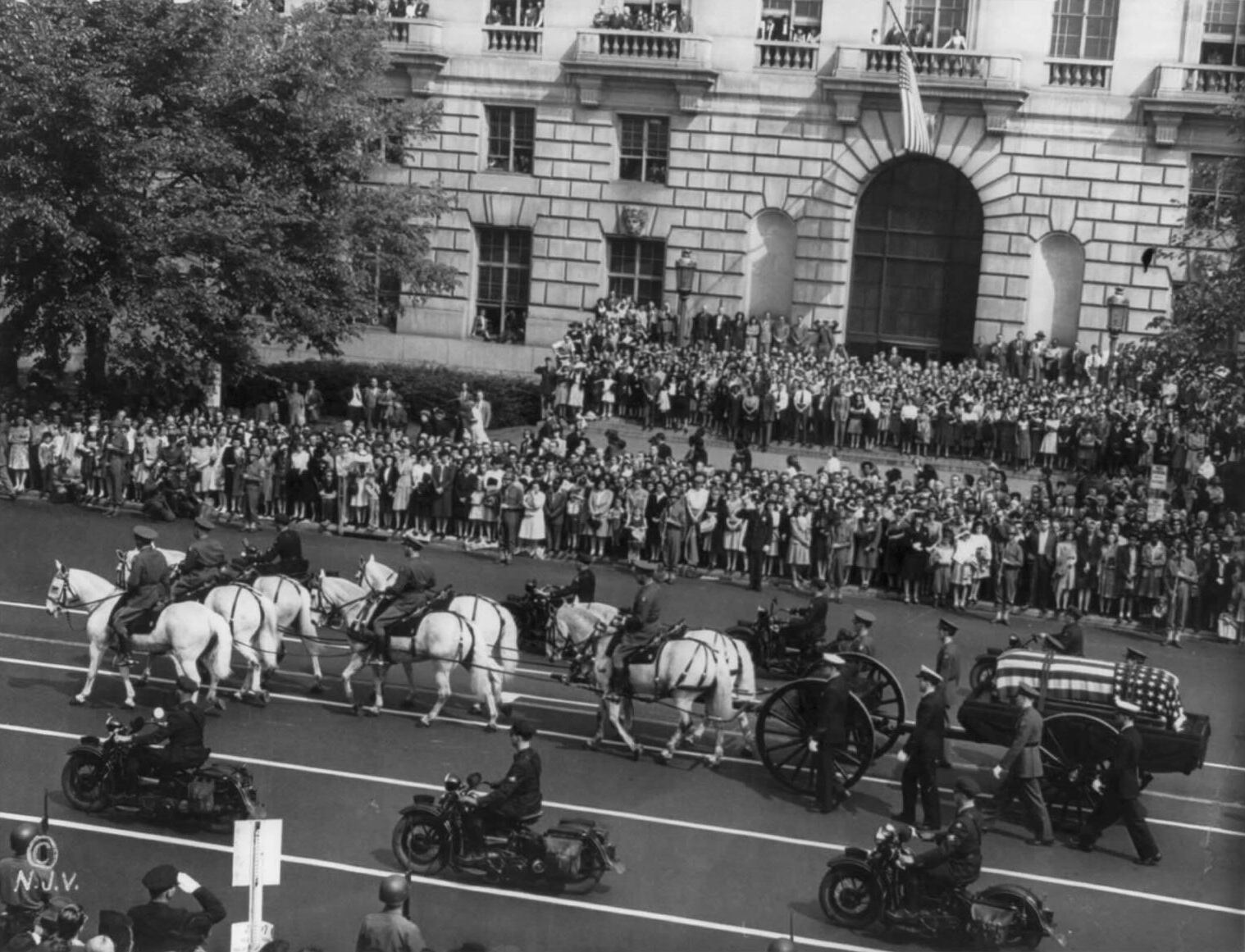
Cortejo fúnebre de Franklin D. Roosevelt. El féretro, abajo a la derecha en la foto, está ubicado en un armón.

Un armón es un carro de transporte de munición de artillería. El término en francés, frecuentemente utilizado también en inglés, es caisson.

## Diseño y uso
Fundamentalmente es un gran cajón montado a lo largo de un eje, con una rueda de carreta en cada lateral. Alcanzando de manera rígida al medio del eje está un palo, la lanza, que es arreado por un caballo. En conjunto es, por lo tanto, un vehículo muy básico tirado por caballos. El palo es propiamente llamado furgón de artillería y es esto lo que le da al vehículo su nombre británico. El vehículo es usado para remolcar, en lugar del palo, un cañón montado en un carruaje similar. Para mover el montaje entero a altas velocidades son requeridos dos caballos adicionales.
El cajón tiene asientos para el conductor y los tripulantes. Contiene munición y su diseño permite, una vez llevado al lugar del disparo, separar las tres unidades (el cañón, el furgón de artillería y los caballos). El objetivo es alejar a los caballos del peligro, pero listos para la fase de retirada.
Hay armones construidos expresamente para ser utilizados en funerales.

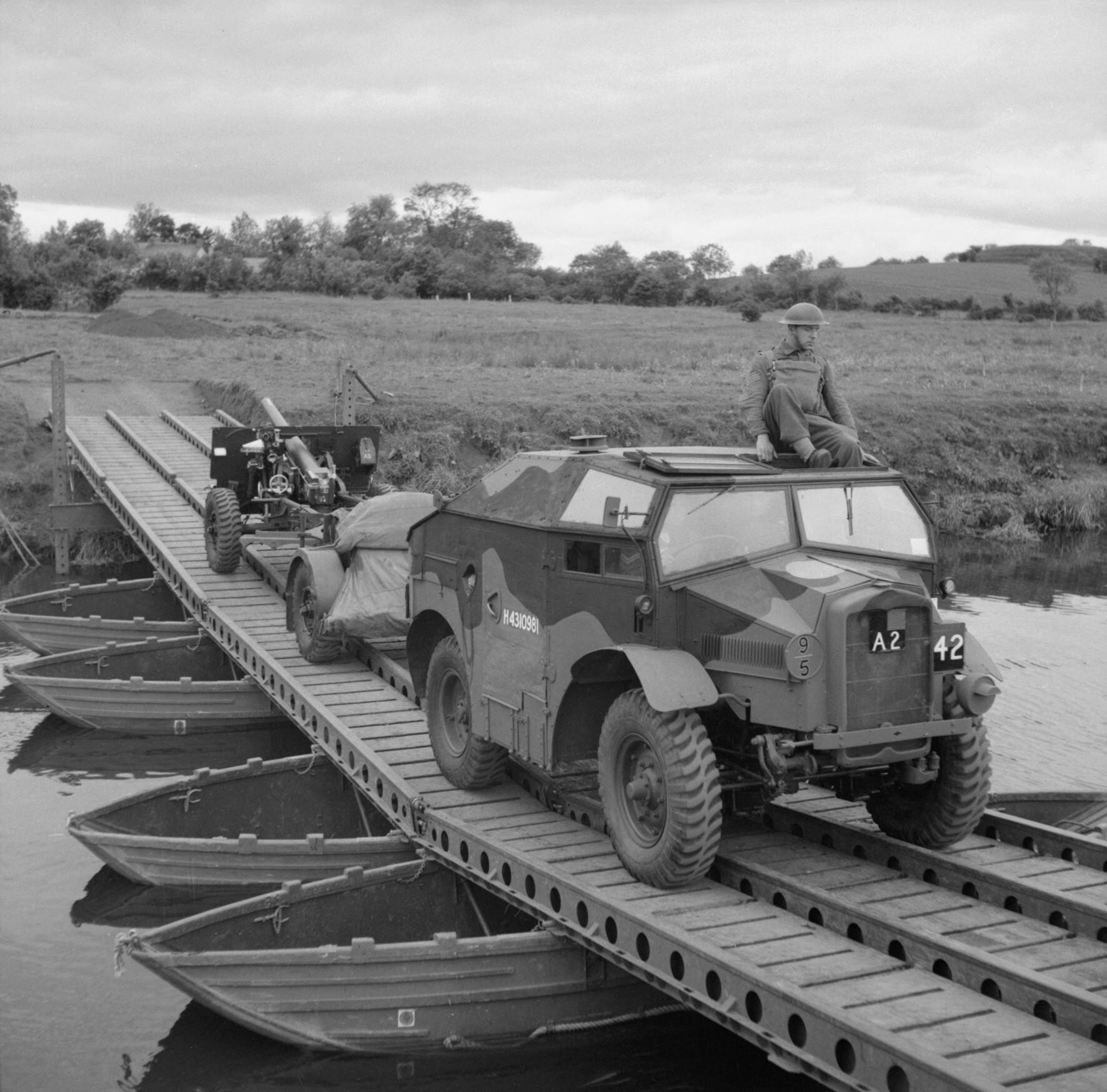
Un cañón de 25 libras y un furgón de artillería siendo remolcados por un Tractor Morris, cruzando un puente de pontones en 1942.

## Los armones en la cultura estadounidense y británica
La canción The Caissons Go Rolling Along (Los armones avanzan), escrita durante la ocupación de las Filipinas por los Estados Unidos de América se refiere a estos; la versión adoptada como la canción oficial del Ejército de los Estados Unidos, entre otros cambios, reemplaza la palabra armones por Ejército.
Los armones se usan también en los Estados Unidos durante los funerales de presidentes para cargar el féretro del presidente fallecido. Cuando se usa un armón de esta manera para un funeral de estado en Gran Bretaña, el féretro se ubica a menudo en una plataforma montada en la parte alta del cañón. Para los funerales de los reyes británicos, hay una tradición que reemplaza los caballos por un destacamento de la Royal Navy.

## Galería

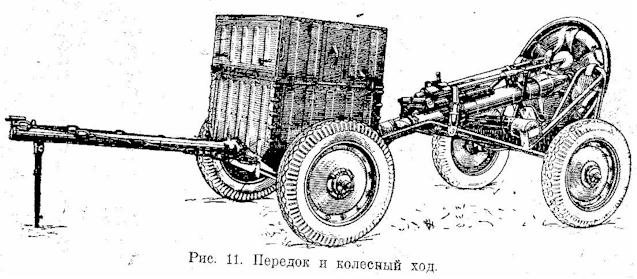
Imagen de un armón y un mortero soviético.
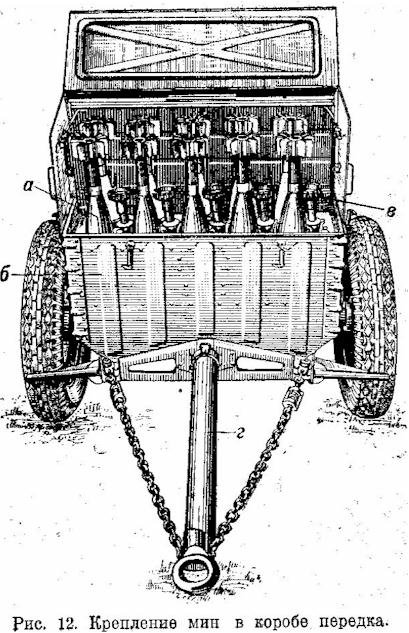
El armón soviético abierto.
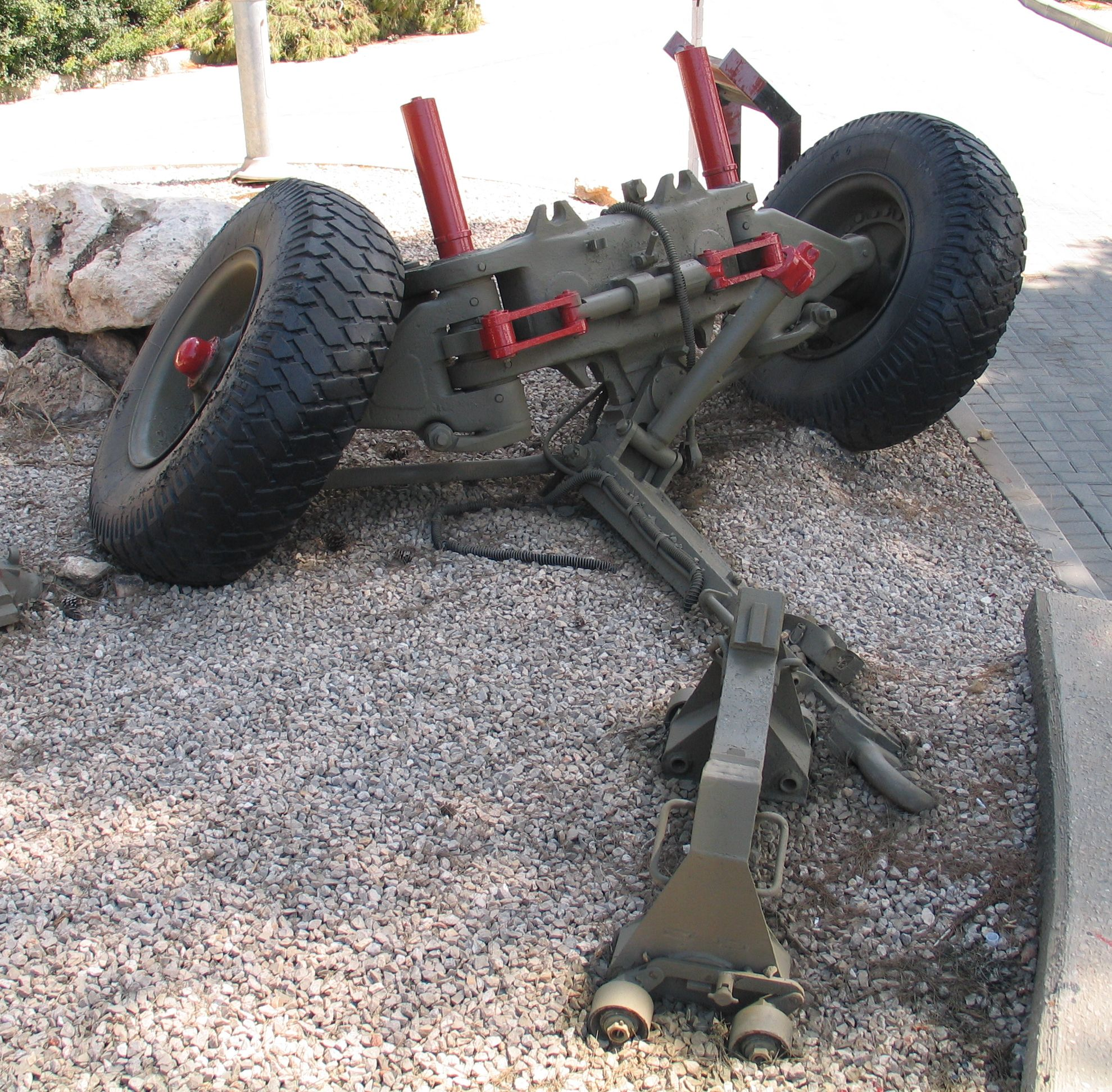
Armón moderno sin cañón.